# Maria Restituta Kafka
Maria Restituta Kafka (Husovice, 1. svibnja 1894. – Beč, 30. ožujka 1943.), bila je austrijska časna sestra češkog podrijetla, mučenica nacističkog režima i blaženica Katoličke Crkve.

## Životopis
Rođena je u današnjem Brnu u Češkoj, tada dijelu Austro-Ugarske Monarhije, kao šesta kći postolara Antona Kafke i majke Marie. U ranoj mladosti se s obitelji preselila u Beč, gdje je odrasla radeći prvo kao kućanica, a potom i prodavačica u trgovini duhanom. Godine 1913. postala je medincinskom sestrom u općinskoj bolnici u predgrađu grada.
S 20 godina položila je vječne redovničke zavjete te za redovničko ime uzela po kršćanskoj mučenici iz 4. stoljeća, svetoj Restituti. Nastavila je rad u istoj bolnici do završetka Prvog svjetskog rata. Nakon Anschlussa i početka provođenja Nürnbeških zakona, počela se javno protiviti nacističkom režimu poznatom rečenicom: Bečani ne mogu šutjeti.
Nakon što je odbila ukloniti križeve iz bolničkih soba, dobila je opomene vlasti, koje su njezinim aktivizmom protiv progona "nepoćudnih" osoba prešle u Gestapova ispitivanja. U ime Narodnog suda osuđena je u listopadu 1942. godine za izdaju te joj je određena smrtna kazna, koju je predložio sam čelnik tajništva NSDAP-a Martina Bormanna. Na giljotini je pogubljena 30. ožujka 1943. godine u 48. godini života.
Betaificirao ju je papa Ivan Pavao II. u lipnju 1998. godine kao prvu bečku mučenicu.